# Carlos Borruel Baquera
Carlos Marcelino Borruel Baquera (Chihuahua, Chihuahua, 7 de diciembre de 1964). Es un político mexicano, exmiembro del Partido Acción Nacional, que fue presidente municipal de Chihuahua para el periodo comprendido entre 2007 y 2010.

## Biografía
Borruel Baquera nació en la ciudad de Chihuahua, Chihuahua el 7 de diciembre de 1964 y es Licenciado en Letras Españolas egresado de la Universidad Autónoma de Chihuahua y tiene una maestría en Administración en el Instituto Tecnológico de Chihuahua, se dedicó inicialmente al periodismo en El Heraldo de Chihuahua y como jefe de información de El Norte de Chihuahua, de 1992 a 1996 fue Jefe de Comunicación Social de la Procuraduría General de Justicia del estado de Chihuahua y ese último año se desempeñó como Director de Comunicación Social del Instituto Nacional para el Combate a las Drogas. De 1998 a 2001 fue regidor del Ayuntamiento de Chihuahua, posteriormente fue subdelegado de la Secretaría de Desarrollo Social en Chihuahua hasta 2004 en que fue elegido diputado local a la LXI Legislatura del Congreso del Estado de Chihuahua por el Distrito 17, cargo al que solicitó licencia el 21 de marzo de 2007 para competir por la candidatura del PAN a Presidente Municipal de la capital del estado, siendo sustituido por su suplente Fortunata Quezada Olivas.
Fue elegido Presidente Municipal de Chihuahua en las elecciones de 2007 por una diferencia de 387 votos sobre su más cercano competidor, Alejandro Cano Ricaud del Partido Revolucionario Institucional. Asumió formalmente el cargo el 9 de octubre de 2007 y lo ocupó hasta el 3 de enero de 2010 en que solicitó licencia definitiva al cargo para competir en la elección del candidato de su partido a la gubernatura de Chihuahua.
El 8 de enero de 2010 se registró formalmente ante el comité estatal del PAN como precandidato a la gubernatura, de acuerdo a los resultados preliminares de la elección interna realizada el 28 de febrero, resultó elegido candidato del PAN a la gubernatura. Los resultados de la elección fueron confirmados el 3 de marzo, su contricante Pablo Cuarón Galindo señaló la posibilidad de investigar las votaciones que consideró atípicas en 20 de los 67 municipios que tiene el estado, sin embargo posteriormente renunció a hacerlo y reconoció su derrota el 5 de marzo, aunque pidió una investigación al respecto. Posteriormente se le ha señalado por el Partido Revolucionario Institucional de haber sido favorecido ilegalmente su precandidatura por instancias oficiales del ayuntamiento, en particular el Instituto Municipal de Planeación. En la elección constitucional perdió frente al candidato del PRI, César Duarte Jáquez con el 39.14% del voto contra el 55.50% que Duarte recibió. Por poco más de 16 puntos porcentuales equivalentes a por poco más de 176 mil votos.
Fue precandidato del PAN a Senador por Chihuahua en 2012, donde quedó en segundo lugar detrás de Cruz Pérez Cuéllar. El 13 de octubre de 2016 asumió como titular de la Comisión Estatal de Vivienda, Suelo e Infraestructura del gobierno de Chihuahua por nombramiento del gobernador Javier Corral Jurado, cargo al que renunció a finales de 2020 para buscar ser candidato del PAN a gobernador de Chihuahua por segunda ocasión, siéndole negado el registro por el PAN y renunciando finalmente al partido el 2 de febrero de 2021.
A principios de 2021 Borruel se registró como precandidato para contender por la presidencia municipal de Chihuahua por segunda ocasión pero en esta ocasión por el partido del Movimiento de Regeneración Nacional, sin resultar elegido pero siendo nombrado candidato a diputado federal por el Distrito 6 de Chihuahua y perdiendo finalmente ante la candidata del PAN, Laura Contreras Duarte.